# 로베르토 파엔차
로베르토 파엔차(Roberto Faenza, 1943년 2월 22일 ~ )는 이탈리아의 영화 감독이다.

## 출연 작품
- 진실은 하늘에 (2016)
- 아니타 B. (2014)
- 실비오 포에버 (2011)
- 섬데이 디스 페인 윌 비 유즈풀 투 유 (2011)
- 총독 (2007)
- 컴 인투 더 라이트 (2005)
- 아이 지오르니 델 아반도노 (2005)
- 솔 키퍼 (2002)
- 페레이라가 주장하다 (1995)
- 죽음의 지령 (1983)